# Greg Olsen (Footballspieler)
Gregory Olsen (geboren am 11. März 1985 in Paterson, New Jersey) ist ein ehemaliger US-amerikanischer American-Football-Spieler auf der Position des Tight Ends. Er spielte College Football an der University of Miami und wurde im NFL Draft 2007 von den Chicago Bears ausgewählt. Von 2011 bis 2019 war er für die Carolina Panthers in der National Football League (NFL) aktiv. Die Saison 2020 absolvierte er für die Seattle Seahawks.

## Karriere

### Frühe Jahre
Olsen wuchs in Wayne, New Jersey, auf, wo er auch zur Highschool ging und neben Football noch Basketball spielte sowie in verschiedenen Leichtathletikdisziplinen antrat. Als Senior wurde er 2002 von USA Today zum First-Team All-American gewählt und beendete seine Highschool-Karriere mit 73 gefangenen Pässen für 1.474 Yards und 27 Touchdowns. Rivals.com stufte ihn als Fünfsterne-Talent und zweitbesten Tight End seines Jahrgangs ein.
Ursprünglich schrieb sich Olsen an der University of Notre Dame ein, wechselte dann aber in seinem ersten Studienjahr 2003 an die University of Miami. Die Spielzeit 2004 setzte er verletzt aus und erst 2005 wurde er Stammspieler für die Miami Hurricanes. Insgesamt fing er in seiner College-Zeit 87 Pässe für 1.215 Yards und sechs Touchdowns.

### NFL

#### Chicago Bears

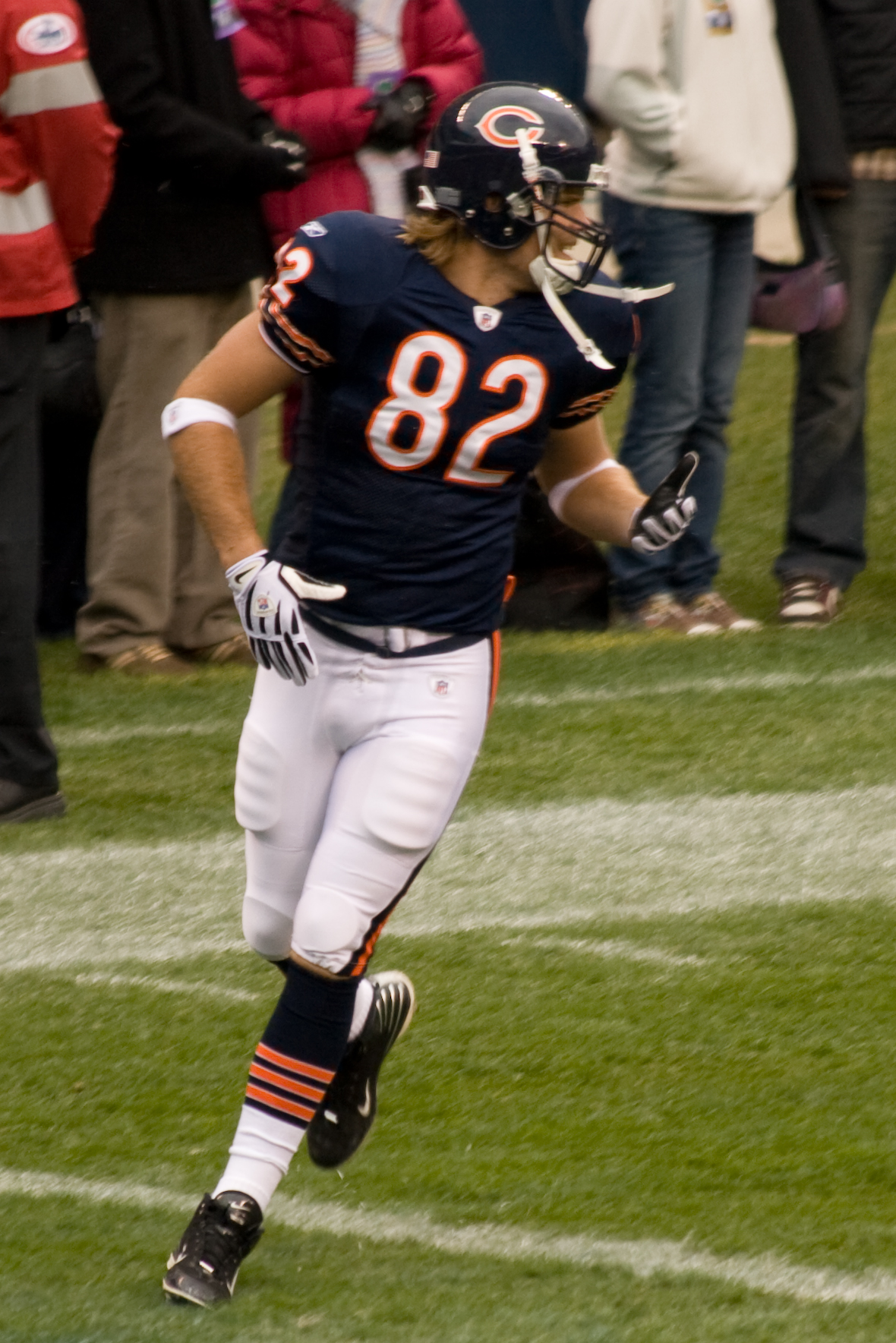
Greg Olsen im Dress der Chicago Bears (2008)

Die Chicago Bears wählten Olsen im NFL Draft 2007 als 31. Spieler aus und er unterschrieb am 3. Juli 2007 einen Fünfjahresvertrag. Sein NFL-Debüt gab er am dritten Spieltag gegen die Dallas Cowboys, als er zwei Pässe für 28 Yards fing. Zwei Wochen später erzielte er gegen die Green Bay Packers seinen ersten Touchdown im Profi-Football. Insgesamt gelangen ihm in seiner Rookie-Saison 39 Fänge für 391 Yards und zwei Touchdowns.
In seiner zweiten Saison erhöhten sich seine Einsatzzeiten und am Ende der Saison führte er sein Team in gefangenen Touchdowns an (5). 2009 entwickelte er schnell einen guten Draht zum neu verpflichteten Quarterback Jay Cutler, und ihm gelangen 60 gefangene Pässe für 612 Yards und acht Touchdowns. Jedoch wurde nach der Spielzeit mit Mike Martz ein neuer Offensive Coordinator eingestellt; daraufhin verschlechterten sich Olsens Werte im Vergleich zu den vorherigen Jahren. Allerdings verhalf er den Bears mit 113 gefangenen Yards zum Play-offs-Sieg gegen die Seattle Seahawks.

#### Carolina Panthers
Am 28. Juli 2011 gaben die Bears Olsen im Tausch für einen Drittrunden-Pick im NFL Draft 2012 an die Carolina Panthers ab. In seiner ersten Spielzeit mit Panthers-Quarterback Cam Newton gelangen ihm 540 Yards Raumgewinn und fünf Touchdowns. In der Spielzeit 2014 stellte Olsen Karrierebestwerte auf, als er 84 Pässe für 1.008 Yards und sechs Touchdowns fing. Dies brachte ihm seine erste Nominierung für den Pro Bowl ein, wo er zwei Touchdowns erzielte.
Am 5. März 2015 unterschrieb Olsen bei den Panthers einen neuen Dreijahresvertrag über 22,5 Millionen US-Dollar. Am dritten Spieltag der Saison 2015 gelangen ihm gegen die New Orleans Saints 134 Yards Raumgewinn, womit er einen neuen persönlichen Bestwert bis dato aufstellte. Die Saison verlief für Olsen und die Panthers sehr erfolgreich. Greg Olsen wurde zum zweiten Mal in seiner Karriere in den Pro Bowl berufen. Er konnte an diesem aber nicht teilhaben, weil er mit seinem Franchise aus Carolina den Super Bowl 50 erreichte. Im Super Bowl unterlag man den Denver Broncos.
In der Saison 2016 konnte Greg Olsen seine persönliche Bestleistung sogar noch einmal steigern. Am fünften Spieltag gegen die Tampa Bay Buccaneers schaffte Olsen einen Raumgewinn über 181 Yards. Mit dieser Bestleistung ist Olsen außerdem der Tight End mit den meisten Yards in einem Spiel für die Panthers jemals. Mit seinem Team konnte er nicht an die starken Leistungen im Vorjahr anknüpfen, die Panthers erreichten nicht einmal die Play-offs. Trotzdem konnte Olsen die Saison über mit seinen individuellen Leistungen überzeugen. Er wurde nach der Saison zum dritten Mal in Folge in den Pro Bowl berufen.

#### Seattle Seahawks
Nachdem die Panthers den Vertrag mit Olsen nach der Saison 2019 aufgelöst hatten, unterzeichnete er am 18. Februar 2020 auf einen Einjahresvertrag über 7 Millionen US-Dollar bei den Seattle Seahawks.

### Karrierestatistik
| Saison | Team              | Games | Games | Receiving | Receiving | Receiving | Receiving | Receiving | Rushing | Rushing | Rushing | Rushing | Rushing | Fumbles | Fumbles |
| Saison | Team              | GP    | GS    | Rec       | Yds       | Avg       | Lng       | TD        | Att     | Yds     | Avg     | Lng     | TD      | FUM     | Lost    |
| ------ | ----------------- | ----- | ----- | --------- | --------- | --------- | --------- | --------- | ------- | ------- | ------- | ------- | ------- | ------- | ------- |
| 2007   | Chicago Bears     | 14    | 4     | 39        | 391       | 10,0      | 31        | 2         | -       | -       | -       | -       | -       | -       | -       |
| 2008   | Chicago Bears     | 16    | 7     | 54        | 574       | 10,6      | 52        | 5         | -       | -       | -       | -       | -       | 2       | 2       |
| 2009   | Chicago Bears     | 16    | 15    | 60        | 612       | 10,2      | 41        | 8         | -       | -       | -       | -       | -       | -       | -       |
| 2010   | Chicago Bears     | 16    | 13    | 41        | 404       | 9,9       | 39T       | 5         | -       | -       | -       | -       | -       | 2       | 1       |
| 2011   | Carolina Panthers | 16    | 13    | 45        | 540       | 12,0      | 44T       | 5         | -       | -       | -       | -       | -       | 1       | 1       |
| 2012   | Carolina Panthers | 16    | 16    | 69        | 843       | 12,2      | 47T       | 5         | -       | -       | -       | -       | -       | -       | -       |
| 2013   | Carolina Panthers | 16    | 16    | 73        | 816       | 11,2      | 31        | 6         | -       | -       | -       | -       | -       | -       | -       |
| 2014   | Carolina Panthers | 16    | 16    | 84        | 1.008     | 12,0      | 38        | 6         | -       | -       | -       | -       | -       | 1       | 0       |
| 2015   | Carolina Panthers | 16    | 16    | 77        | 1.104     | 14,3      | 52        | 7         | -       | -       | -       | -       | -       | 1       | 1       |
| 2016   | Carolina Panthers | 16    | 16    | 80        | 1.073     | 13,4      | 78        | 3         | -       | -       | -       | -       | -       | -       | -       |
| 2017   | Carolina Panthers | 7     | 7     | 17        | 191       | 11,2      | 30        | 1         | -       | -       | -       | -       | -       | -       | -       |
| 2018   | Carolina Panthers | 9     | 9     | 27        | 291       | 10,8      | 23        | 4         | -       | -       | -       | -       | -       | -       | -       |
| 2019   | Carolina Panthers | 14    | 14    | 52        | 597       | 11,5      | 41        | 2         | -       | -       | -       | -       | -       | -       | -       |
| 2020   | Seattle Seahawks  | 11    | 8     | 24        | 239       | 10        | 22        | 1         | -       | -       | -       | -       | -       | -       | -       |
|        | Gesamt            | 199   | 170   | 742       | 8.683     | 11,7      | 78        | 60        | 0       | 0       | 0,0     | 0       | 0       | 7       | 5       |

## Nach der Karriere
Olsen arbeitet seit 2021 bei Fox Sports Networks als Analyst.